# Лукавец (Львовская область)
Лукавец (укр. Лукавець) — село в Подкаменской поселковой общине Золочевского района Львовской области Украины на реке Вятына.
Население по переписи 2001 года составляло 213 человек. Занимает площадь 0,871 км². Почтовый индекс — 80665. Телефонный код — 3266.